# Conus alfi
Espèce
Conus alfi est une espèce de mollusques gastéropodes marins de la famille des Conidae.
Comme toutes les espèces du genre Conus, ces escargots sont prédateurs et venimeux. Ils sont capables de « piquer » les humains et doivent donc être manipulés avec précaution, voire pas du tout.

## Description
La longueur de la coquille atteint 52 mm.

## Distribution
Cette espèce marine d'escargot conique est endémique de la mer de Chine méridionale vietnamienne.

## Taxonomie

### Publication originale
L'espèce Conus alfi a été décrite pour la première fois en 2016 par le malacologiste vietnamien Nguyen Ngoc Thach (d).

### Synonymes
- Vituliconus alfi Thach, 2016 · non accepté (combinaison originale)

## Identifiants taxonomiques
Chaque taxon catalogué par les bases de données biologiques et taxonomiques possède un identifiant qui permet d'établir un point de référence. Les identifiants de Conus alfi dans les principales bases sont les suivants :
CoL : XWV9 - GBIF : 8882933